# Opération Linebacker II
Pour les articles homonymes, voir Opération Linebacker.
Guerre du Viêt Nam
Batailles
L’opération Linebacker II est une opération de bombardement aérien menée par la 7th USAAF et la Task Force 77 de l'United States Navy contre la république démocratique du Viêt Nam (Nord-Viêt Nam) du 18 au 29 décembre 1972 pendant la phase finale de l'implication américaine dans la guerre du Viêt Nam.
Cette campagne de bombardements est connue sous les noms informels de raids de décembre (en anglais : The December Raids) et de bombardements de Noël (en anglais : The Christmas Bombings) ; elle joue un rôle déterminant dans le retour à la table des négociations : c'est la signature des accords de paix de Paris le 27 janvier 1973.
Les Vietnamiens appellent aujourd'hui cette campagne Dien Bien Phu aérien (en anglais : Dien Bien Phu in the air) en référence à la victoire vietnamienne de Dien Bien Phu en 1954 qui mit fin à l'Indochine française.

## Objectifs et bilan

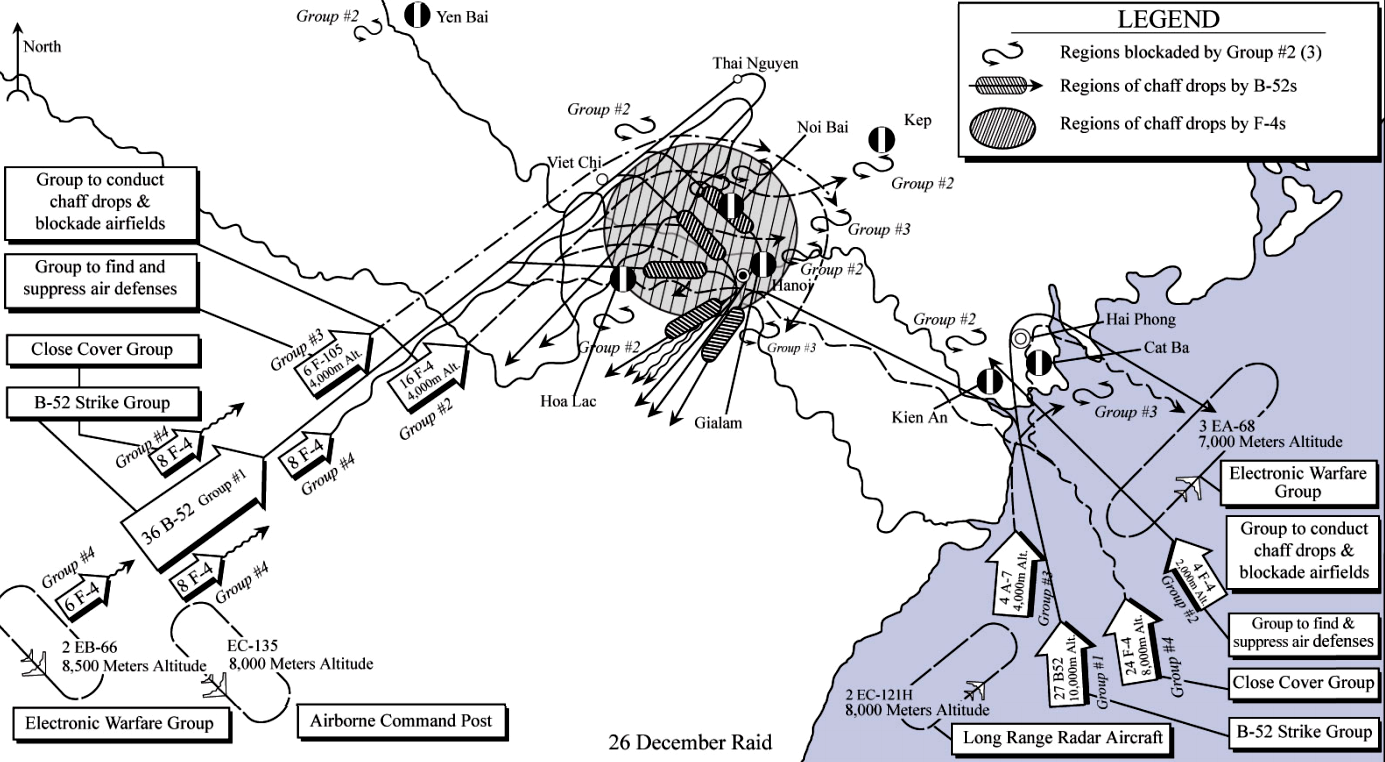
Plan du raid du 26 décembre 1972.

Contrairement aux opérations Rolling Thunder et Linebacker, elle est mise en œuvre afin de porter un coup critique aux infrastructures nord-vietnamiennes et passe en particulier par la destruction des complexes militaires à Hanoï, la capitale de la RDV, et Hải Phòng, qui ne pouvait être accomplie que par les Boeing B-52 Stratofortress,. Elle mit en œuvre principalement un raid de grande envergure des bombardiers du Strategic Air Command chaque nuit. Il s'agit de la plus grande série de frappes aériennes menées par l'USAF depuis la fin de la Seconde Guerre mondiale. Elle a pour but de forcer le gouvernement nord-vietnamien à mener à leur terme les négociations menant aux accords de paix de Paris; le 29 décembre, celui-ci retournera à la table de conférence.
Les bombardiers stratégiques sont basés à Andersen AFB, sur l'île de Guam, ou est massé  une force énorme de 99 B-52G et 53 B-52D. La mission de Guam durerait environ 12 heures et nécessiterait un ravitaillement en vol. Ainsi qu'à U-Tapao Royal Thai Airfield (th), en Thaïlande, ou 54 autres B-52D étaient disponibles. La mission depuis U Tapao ne prendrait que trois à quatre heures environ et ne nécessitait pas de ravitaillement en vol.
Les chasseurs et autres avions tactiques décollent de trois autres bases en Thaïlande et de 6 porte-avions en mer de Chine.
Le huitième jour des bombardements le 26 décembre s'est avéré être l'un des plus réussis avec 78 B-52 en quatre vagues attaquant Hanoï simultanément dans quatre directions différentes, tandis que 42 bombardiers en trois vagues ont frappé Haiphong. Près de 10 000 bombes ont été larguées en quelques minutes par la plus grande vague de B-52 jamais amassée.
Au total, 1 624 civils nord-vietnamiens périrent sous les bombes américaines et 16 B-52 américains furent abattus par les défenses de l'armée populaire vietnamienne. Un total de 1 787 sorties ont été planifiées durant cette opération, 1 510 par l'USAF et 277 par l'aéronavale de l’US Navy ; 15 237 tonnes de bombes furent larguées sur 18 cibles industrielles et 14 cibles militaires (dont 8 sites de SA-2) nord-vietnamiennes.

## Chronologie des pertes américaines
Selon les rapports des forces de l'Armée soviétique au Nord-Vietnam, les forces de missiles de défense aérienne de l'Armée populaire vietnamienne menèrent plus de 180 missions, soit environ 1 000 missiles, dont les deux tiers contre les B-52. Les mesures de guerre électronique, missiles anti-radar et tactiques employés par les Wild Weasel limitèrent les pertes américaines avec un faible taux de succès de 2 % contre les B-52. Les forces américaines décomptent eux environ 1 240 missiles SA-2 tirés par le Nord-Vietnam, épuisant les stocks.
| Date    | Type   | Service | Cause         |
| ------- | ------ | ------- | ------------- |
| 18 déc. | F-111A | USAF    | inc.          |
| 18 déc. | B-52G  | USAF    | SA-2          |
| 18 déc. | B-52G  | USAF    | SA-2          |
| 18 déc. | B-52D  | USAF    | SA-2          |
| 18 déc. | A-7C   | USN     | SA-2          |
| 20 déc. | B-52D  | USAF    | SA-2          |
| 20 déc. | B-52G  | USAF    | SA-2          |
| 20 déc. | B-52G  | USAF    | SA-2          |
| 20 déc. | B-52D  | USAF    | SA-2          |
| 20 déc. | B-52G  | USAF    | SA-2          |
| 20 déc. | B-52G  | USAF    | SA-2          |
| 20 déc. | A-6A   | USN     | SA-2          |
| 21 déc. | B-52D  | USAF    | SA-2          |
| 21 déc. | B-52D  | USAF    | SA-2          |
| 21 déc. | A-6A   | USN     | SA-2          |
| 22 déc. | F-111A | USAF    | inc.          |
| 23 déc. | EB-66C | USAF    | panne moteur  |
| 23 déc. | A-7E   | USN     | SA-2          |
| 23 déc. | F-4J   | USN     | SA-2          |
| 26 déc. | B-52D  | USAF    | SA-2          |
| 26 déc. | B-52D  | USAF    | SA-2          |
| 27 déc. | F-4E   | USAF    | MiG-21        |
| 27 déc. | F-4E   | USAF    | MiG-21        |
| 27 déc. | HH-53  | USAF    | armes légères |
| 27 déc. | B-52D  | USAF    | SA-2          |
| 27 déc. | B-52D  | USAF    | SA-2          |
| 28 déc. | RA-5C  | USN     | MiG-21        |